# Casta Vistahermosa
La Casta Vistahermosa es una de las siete castas fundacionales de la raza del toro de lidia reconocidas por la legislación española, figurando dentro del Libro Genealógico de la Raza Bovina de Lidia del Ministerio de Agricultura así como en los planes de mejora y protección de esta especie.
El origen de la casta se remonta a 1733, cuando los hermanos Alonso, Francisco y Tomás Rivas, arrendadores de diezmos en Dos Hermanas y en el caso de Francisco, presbítero y Comisario de la Inquisición, forman una destacada ganadería de la que más tarde derivará la Casta Vistahermosa.

## Historia de la casta
En 1764 el hijo de Alonso Rivas, Tomás Francisco Rivas, se hizo cargo de la ganadería que fundaran su padre y sus tíos y en 1774 se la vendió al utrerano Pedro Luis de Ulloa y Celis (1697-1776), I Conde de Vistahermosa, que falleció dos años después de haberla adquirido, siendo sucedido en el título y en la propiedad de la ganadería por su hijo Benito de Ulloa y Halcón de Cala (1736-1800), II Conde de Vistahermosa, que fue quien fijó los caracteres de su ganado y logró gran prestigio, destacando entre todos los ganaderos de su época.
Los Vistahermosa de estos primeros tiempos eran de capa negra mayoritaria, con algunos cárdenos, colorados y castaños. Eran más pequeños que los de otras Castas y más propicios para el toreo de muleta, lo que, aunque en aquel entonces no era tan trascendental, les hizo ganar fama entre los toreros y aficionados. En 1790 Benito vendió una partida de reses a Vicente José Vázquez, creador de la Casta vazqueña y del Encaste Vázquez a base de cruzar reses de diferentes procedencias.
Benito de Ulloa falleció en 1800 y le sucedió su hermano Pedro Luis de Ulloa y Halcón de Cala (1751-1821), III Conde de Vistahermosa, al que le tocó la complicada época de prohibiciones de la fiesta (1805-1807) y, poco después, la Guerra de la Independencia, a pesar de la cual mantuvo el prestigio de la ganadería. Al morir en 1821 fue sucedido por su hermana Luisa de Ulloa y Halcón de Cala (1752-1831), IV Condesa de Vistahermosa, que en 1823 vendió la ganadería. Dada la dimensión, necesitó de cinco compradores; estos fueron Fernando Freire Rull, Antonio Melgarejo Montes de Oca y Francisco de Paula Giráldez Montero, que adquirieron un pequeño número de reses, y Salvador Varea Moreno y Juan Domínguez Ortiz, este último conocido como El Barbero de Utrera, que adquirieron la mayor parte del ganado.

## Ramas de la casta

### Rama Melgarejo
Antonio Melgarejo y Montes de Oca, marqués de Albo, nacido en Los Palacios y Maestrante de Sevilla, únicamente estuvo dos años con el poco ganado Vistahermosa que adquirió, pues en 1825 se lo vendió a los hermanos José María y Luis María Durán, naturales de Villanueva del Río y Minas (Sevilla).
José María Durán mantuvo una parte hasta que en 1838 se la vendió al diezmero de ganado vacuno y equino José María Amor, que tenía también reses de procedencia Cabrera, Picavea de Lesaca y Arias Saavedra (ambas Vistahermosa). Ese mismo año se la vendió al presbítero Francisco de Paula Giráldez, que la unió a su ganadería. La de Luis María Durán se vendió en 1844, una parte a Pedro María Angulo, marqués de Sales, que pronto desapareció, y otra al utrerano Plácido Comesaña, que en 1845 compró la ganadería del referido Francisco de Paula Giráldez, entonces en poder de su sobrino Joaquín Giráldez Cortés, mezclando ambas líneas; por tanto, la rama Melgarejo puede darse por extinta hacia 1850.

### Rama Giráldez
Francisco de Paula Giráldez Montero, presbítero de Utrera, se hizo con unas pocas reses de Vistahermosa en 1823. En 1825 vende al sacerdote Francisco Bueno una gran parte de su ganado y este lo transfiere ese mismo año al canónigo Diego Hidalgo Barquero, que en 1832 conseguirá, a la muerte de Vicente José Vázquez, dos utreros, ya seleccionados para sementales por el propio Vázquez y, al cruzarlos con sus vacas Vistahermosa-Giráldez, creará el Encaste mixto Hidalgo Barquero. En las ganaderías actuales de este encaste se encuentra el único vestigio presente de la sangre Giráldez y Melgarejo.

### Rama Varea-Picavea de Lesaca
En 1823 una de las partes en que fue dividida la ganadería de Vistahermosa fue adquirida por Salvador Varea Moreno, natural de Jerez de la Frontera, que poco disfrutó de la misma pues en 1827 la vendió a Pedro José Picavea de Lesaca y de los Olivos, militar retirado que llegó a ocupar la alcaldía de Sevilla. En 1828 realizó unas ventas de toros a Manuel Suárez Cordero, dividiendo este último la venta en dos partes para sus hijos: la que fue para su hija Manuela Suárez Jiménez pasó a formar parte de la ganadería que ya tenía en propiedad su esposo Anastasio Martín, y que en la actualidad es la ganadería de Hijos de Dolores Rufino; la parte que fue para su hijo Manuel Suárez Jiménez fue vendida por este a Dolores Monge Roldán, formando así la actual ganadería de Murube, y de la cual partirán casi todos los Encastes actuales.
Pedro José Picavea de Lesaca falleció en 1830, siendo sucedido por su esposa Isabel Montemayor Priego, y cuando esta muere en 1849 le sucede su hijo José Picavea de Lesaca Montemayor, que en 1854 venderá la ganadería a Antonio Rueda y Quintanilla, VII marqués del Saltillo, dando lugar a la actual ganadería de Saltillo.

### Rama Barbero de Utrera-Arias Saavedra
Cuando en 1823 se repartió la ganadería de los Condes de Vistahermosa, siendo su titular Luisa de Ulloa y Halcón de Cala, IV Condesa de Vistahermosa, la mayor parte de ella fue adquirida por Juan Domínguez Ortiz, más conocido como El Barbero de Utrera. A su muerte en 1834 le heredó su yerno José Arias Saavedra y Ulloa (ya por aquel entonces viudo de la hija del Barbero, Consolación Domínguez, fallecida en 1829). Los toros de José Arias Saavedra eran conocidos indistintamente como “los del Barbero” o como “los saavedreños” y fueron conocidos crecientemente hasta la muerte de José en 1863. La ganadería entonces se dividirá en dos partes: un tercio irá a la Viuda de Murube y los dos tercios restantes pasarán a Ildefonso Núñez de Prado.

## Encastes relacionados

### Barbero de Utrera
- Encaste Urcola: hacia 1902, Félix Urcola compra una vacada de origen Vistahermosa que poseía José Antonio Ortiz,[15][16] presentándose en la plaza de Madrid dos años después. Quince años después se vendió la ganadería en su totalidad a Curro Molina,[17] que le añadió reses del Conde de la Corte en 1926, yendo a parar en 1930 a José María Galache.
- Encaste Contreras: fue iniciado por Juan Contreras Murillo, al comprar en 1907 una parte de la ganadería de Tomasa Escribano, viuda de Murube.[18][19][20] En 1920 vendió la mitad de la ganadería a Juan Sánchez de Terrones y a sus sobrinos los hermanos Sánchez Rico. Juan Sánchez se llevó el contingente más nutrido, mientras que el de sus sobrinos fue en cuatro partes que más tarde fueron vendiendo a Juan Antonio Álvarez y Manuel González “Machaquito”, hermano del matador homónimo.[21][22]
- Encaste Murube-Urquijo: Tomasa Escribano, viuda de Murube, vendió una parte de su ganadería en 1917 a Juan Manuel de Urquijo y Ussía,[23] poniéndola este a nombre de su esposa Carmen de Federico. Tras la muerte de Carmen en 1946, sus hijos Antonio y Carlos Urquijo de Federico llevarán conjuntamente la ganadería cruzando sus toros con los de Murube, creando así el encaste Murube-Urquijo.[24][25]
- Encaste Antonio Pérez de San Fernando: el salmantino Antonio Pérez-Tabernero Sanchón cruzó entre 1911 y 1918 reses de procedencia Murube, antes de ser Urquijo e Ibarra-Parladé (Gamero-Cívico y Tamarón), formando la ganadería de Antonio Pérez de San Fernando; aunque no está reconocido como un encaste, puede considerarse como tal por las características únicas de sus toros.[26][27]
- Encaste Baltasar Ibán: Baltasar Ibán Valdés realizó un cruce de reses procedentes de Contreras-Sánchez Rico y Juan Pedro Domecq, ambos de Casta Vistahermosa, con Vicente Martínez de Casta Jijona. Con este cruce, puede considerarse la aparición de un nuevo encaste, basándose en la cortedad de las cornamentas, la diversidad de las capas y en la humillación y la bravura temperamental que se desarrollan durante la lidia.[28][29]

#### Derivados de Parladé
- Encaste Conde de la Corte: a principios de la década de 1910, el Conde de la Corte compró una ganadería a Ramón Mora Figueroa, hijo de los Marqueses de Tamarón.[30][31][32] La marquesa compra en 1912 a Parladé diversas camadas de eralas y tres sementales, que posteriormente venderá en 1920 al Conde de la Corte, formando de esta manera el encaste.[33]
- Encaste Atanasio Fernández: Atanasio compró entre 1930 y 1932 dos partidas de eralas y un semental al Conde de la Corte, manteniendo la nobleza del tipo Tamarón-Conde de la Corte, haciendo que humillara en sus embestidas y reduciendo la cornamenta.[34][35][36][37]
- Encaste Gamero-Cívico: Luis Gamero Cívico creó este encaste en 1914 con un lote de reses adquirido a Fernando Parladé. Tras la muerte de Luis Gamero en 1921, la ganadería se divida en cuatro lotes que van a parar a sus hijos Luis, Manuel, José y Juana.[38][39][40]
- Encaste Pedrajas: en 1918 Antonio García Pedrajas empezó a criar un toro de estirpe más noble para la lidia, comprándole al marqués del Saltillo todas sus reses de origen Ibarra. Años después le añade un lote de vacas y sementales procedentes de Gamero Cívico, creando de esta manera el nuevo Encaste Pedrajas.[41][42][43][44]
- Encaste Núñez: Carlos Núñez crea su ganadería en 1938 comprándole una punta de ganado a Fernando Parladé, añadiéndole recién acabada la Guerra Civil reses de Pedrajas, Tamarón, Mora Figuerroa y del Marqués de Villamarta, creando así el encaste que lleva su nombre.[45][46]
- Encaste Juan Pedro Domecq: debe su nombre a Juan Pedro Domecq y Díez, hijo del bodeguero de Jerez Juan Pedro Domecq y Núñez de Villavicencio, que desde 1937 comenzó a forjar junto a sus hermanos un nuevo encaste con reses procedentes del Conde de la Corte y de Mora-Figueroa, creando así el Encaste Domecq.[47][48][49][50]
- Encaste Torrestrella: en la finca Los Alburejos de Medina Sidonia, Álvaro Domecq y Díez forma una nueva ganadería comprando reses de Salvador Suárez Ternero procedentes de Parladé. Compró la vacada de Francisco Chica en 1956 y una punta de vacas a Carlos Núñez, eliminando posteriormente todo el ganado de Salvador Suárez y formando así la ganadería de Torrestrella y el encaste homónimo.[51][52]

### Varea-Picavea de Lesaca
- Encaste Saltillo: fue creado por Antonio Rueda y Quintanilla, V marqués del Saltillo, que en 1854 formó su ganadería a partir de adquirir reses al militar sevillano José Picavea de Lesaca de la desaparecida ganadería del Conde de Vistahermosa. Mediante una selección escrupulosa, consiguiendo forjar un tipo de toro reconocido tanto por su pelaje y cornamenta (cárdenos y veletos) como por su temperamento bronco durante la lidia. Saltillo está presente en el campo bravo mexicano, debido a las ventas que hicieron a principios del siglo XX los herederos del marqués del Saltillo, dando lugar a ganaderías destacadas como Piedras Negras o San Mateo.[53][54][55]

### Cruces de Barbero de Utrera con Varea-Lesaca
- Encaste Santa Coloma: Enrique de Queralt y Fernández Maquieira, conde de Santa Coloma, crea su vacada en 1905 comprando a Manuel Fernández Peña la mitad de la ganadería de Eduardo Ibarra, y después en 1912 con la adquisición al marqués del Saltillo Rafael Rueda Osborne de un hato de reses.[56][57] Así consiguió unir en una sola ganadería las ramas Barbero de Utrera-Arias Saavedra y Varea-Picavea de Lesaca, creando de esta forma el encaste Santa Coloma.[58]
- Encaste Albaserrada: el creador de este encaste fue Hipólito de Queralt y Fernández Maquieira, marqués de Albaserrada, comprándole a su hermano el conde de Santa Coloma una porción de su ganadería, con mayor influencia de Saltillo.[59][60]
- Encaste Celestino Cuadri: su creador fue D. Celestino Cuadri Vides, cuando en 1946 adquirió reses de Esteban González del Camino formadas con otras de Urcola y Santa Coloma. Ocho años después compró la ganadería de José María Lancha, de encaste Gamero-Cívico, cruzándolas con las que ya tenía de Santa Coloma y de Urcola, creando de esta forma un tipo de toro con unas características únicas que podrían considerarse como un encaste propio, el encaste Cuadri.[61][62]